# Francesco Moraglia
Francesco Moraglia (ur. 25 maja 1953 w Genui) – włoski duchowny rzymskokatolicki, doktor nauk teologicznych specjalizujący się w dziedzinie teologii dogmatycznej, biskup diecezjalny La Spezia-Sarzana-Brugnato w latach 2008–2012, patriarcha Wenecji od 2012.

## Życiorys

### Prezbiterat
Święcenia kapłańskie otrzymał 29 czerwca 1977 z rąk kard. Giuseppe Siriego. W 1981 uzyskał doktorat z teologii dogmatycznej na Papieskim Uniwersytecie Urbaniana. Inkardynowany do archidiecezji Genui, przez wiele lat pracował jednak jako wykładowca Instytutu Nauk Religijnych Ligurii oraz Papieskiego Wydziału Teologicznego Północnych Włoch. W latach 1996–2007 był także dyrektorem kurialnego wydziału ds. kultury.

### Episkopat
6 grudnia 2007 papież Benedykt XVI mianował go biskupem ordynariuszem diecezji La Spezia-Sarzana-Brugnato. Sakry biskupiej 3 lutego 2008 udzielił mu kard. Angelo Bagnasco.
31 stycznia 2012 został mianowany patriarchą Wenecji. Ingres odbył się 25 marca 2012.